# Bortriiodid
Bortriiodid ist eine chemische Verbindung aus der Gruppe der Bor-Halogen-Verbindungen bzw. anorganischen Iodverbindungen.

## Gewinnung und Darstellung
Bortriiodid kann durch Reaktion von Lithiumborhydrid mit Iod gewonnen werden, wobei neben Bortriiodid auch Lithiumiodid, Wasserstoff und Iodwasserstoff entstehen.
{\displaystyle \mathrm {3\ LiBH_{4}+8\ I_{2}\rightarrow 3\ LiI+3\ BI_{3}+4\ H_{2}+4\ HI} }

## Eigenschaften
Bortriiodid bildet im reinen Zustand farblose, sonst rötliche, glänzende, luft- und hydrolyseempfindliche Kristalle, welche eine hexagonale Kristallstruktur (a = 699,09 ± 0,02 pm, c = 736,42 ± 0,03 pm, Raumgruppe P63/m (Raumgruppen-Nr. 176)) besitzen. Bortriiodid ist eine starke Lewis-Säure und löslich in Kohlenstoffdisulfid.
Bortriiodid reagiert mit Wasser unter Zersetzung zu Borsäure und Iodwasserstoffsäure:
{\displaystyle \mathrm {BI_{3}+3\ H_{2}O\ \rightleftharpoons \ B(OH)_{3}+3\ HI} }

## Verwendung
Bortriiodid kann zur Herstellung von anderen chemischen Verbindungen und als Katalysator (zum Beispiel bei der Kohleverflüssigung) verwendet werden.